# Zdravko Rajkov
Zdravko Rajkov   (Čurug, 5 de desembre de 1927 - Ciutat de Mèxic, 30 de juliol de 2006) fou un futbolista serbi de la dècada de 1950 i entrenador.

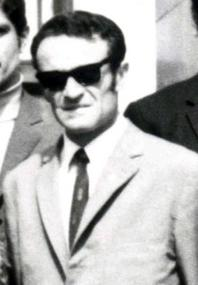
Zdravko Rajkov als anys seixanta

Fou 28 cops internacional amb la selecció iugoslava amb la qual participà a la Copa del Món de Futbol de 1958.
Pel que fa a clubs, defensà els colors de FK Vojvodina, Lausanne Sports i FC Biel-Bienne.
Fou entrenador a les seleccions de l'Iran i Algèria, i al Còrdoba CF, entre d'altres.
- 1967–1969 FK Vojvodina
- 1969–1976 Taj
- 1969–1970  Iran
- 1978 Sepahan
- 1979–1981  Algèria
- 1981–1983 Córdoba CF